# ماري بالوف
ماري بالوف (بالإنجليزية: Mary Balogh)‏ (24 مارس 1944، سوانزي في المملكة المتحدة)؛ كاتِبة وروائية بريطانية-ويلزية-كندية.